# Spilosmylus xaverii
Spilosmylus xaverii is een insect uit de familie watergaasvliegen (Osmylidae), die tot de orde netvleugeligen (Neuroptera) behoort. 
Spilosmylus xaverii is voor het eerst wetenschappelijk beschreven door Navás in 1928. De soort komt voor in Nieuw-Guinea, inclusief Waigeo.